# Fritillaria falcata
Fritillaria falcata là một loài thực vật có hoa trong họ Liliaceae. Loài này được (Jeps.) D.E.Beetle miêu tả khoa học đầu tiên năm 1944.